# Etheridgeum pulchrum
Etheridgeum pulchrum – gatunek węża z rodziny połozowatych (Colubridae), jedyny przedstawiciel monotypowego rodzaju Etheridgeum. Endemit indonezyjskiej Sumatry, znany tylko z holotypu – samicy pozyskanej w mieście Padang w zachodniej części wyspy.